# イマうた
『イマうた』は、ラジオ大阪のトーク番組。

## 概要
そもそもは『高岡美樹のべっぴんラジオ』の17時台の放送枠を再編成し、2018年4月2日にトーク番組として開始したもの。若手の歌手が日替わりでパーソナリティを務める。正式タイトルは『イマうた ○曜 ○○です』であった。
2019年9月27日をもってこの体制としての放送を終了し、2019年9月30日から『J-HITS RADI×MATION』の放送枠を引き継ぎ、毎週月曜日・火曜日の21時からの放送枠で『いいね!イマうた』として再出発した。2022年4月からOBC月間番組表上では30分枠に変更の上、前半15分をこれまで通り『いいね!イマうた○○です』、後半15分を内包番組であった『いいね!イマうたコノうた』と表記。ただし週間番組表やRadikoでは1つの番組として扱われている。

## 放送時間
- 平日 17:15 - 17:40（2018年4月2日 - 2019年9月27日）
- 毎週月曜・火曜 21:00-22:00（2019年9月30日 - 2022年3月29日）
- 毎週月曜・火曜 21:00-21:30（2022年4月4日 - ）

## パーソナリティ
『イマうた』、『いいね!イマうた』
2018年4月から2019年9月まで
- 月曜 - 中澤卓也
- 火曜 - 走裕介
- 水曜 - 水雲-MIZMO
- 木曜 - 川上大輔→辰巳ゆうと
- 金曜 - 脇たまき（ナビゲーターとして出演）

2019年10月から
- 月曜 - 中澤卓也
- 火曜 - 水雲-MIZMO

2021年9月27日から
- 月曜 - 中澤卓也
- 火曜 - 真田ナオキ

2021年12月6日から
- 月曜 - 田中あいみ（日本クラウン所属の演歌歌手、同名の声優とは別人。）
- 火曜 - 真田ナオキ

2023年4月4日から
- 月曜 - 田中あいみ
- 火曜 - 舞乃空

2024年4月1日から
- 月曜 - 原田波人
- 火曜 - 舞乃空

2024年10月1日から
- 月曜 - 原田波人
- 火曜 - 里野鈴妹

『いいね!イマうたコノうた』
2021年3月以前は不明。
千草明日翔 2021年4月 - 2022年3月
辻紗樹 2022年4月 - 2023年3月
藤岡理沙 2023年4月 -